# Baratier
Baratier település Franciaországban, Hautes-Alpes megyében. Lakosainak száma 643 fő (2022. január 1.). Baratier Crots, Embrun, Les Orres és Saint-Sauveur községekkel határos.

## Népesség
A település népességének változása:
| Lakosok száma | 222  | 243  | 356  | 517  | 520  | 559  | 603  | 620  | 627  | 643  |
|               | 1968 | 1982 | 1990 | 2006 | 2013 | 2015 | 2017 | 2019 | 2020 | 2022 |